# Ǧ
Ǧ, ǧ (G с гачеком) — буква расширенной латиницы, первоначально использовавшаяся до середины XIX века в чешской и словацкой письменностях для передачи согласного звука [ɡ], в то время как буква G обозначала звук [j] (а буква J — [iː], с 1840-х гг. Í).

## Использование
Ǧ используется в колтта-саамском языке, где представляет палатализованные G ([ɟ͡ʝ]).
В языке лакота буква произносится как [ʁ].
В берберской латинице передаёт звук [d͡ʒ].
В романизации арабского письма DIN 31635 представляет букву ﺝ (звуки [d͡ʒ] и [g]).
В письменности латышского языка буква Ǧ (чаще строчная, т. е. ǧ) нередко используется вместо буквы Ģ (ģ); так, в «Словаре латышского языка», изданном в США, последовательно используется пара Ģ/ǧ.